# Christophine farcie

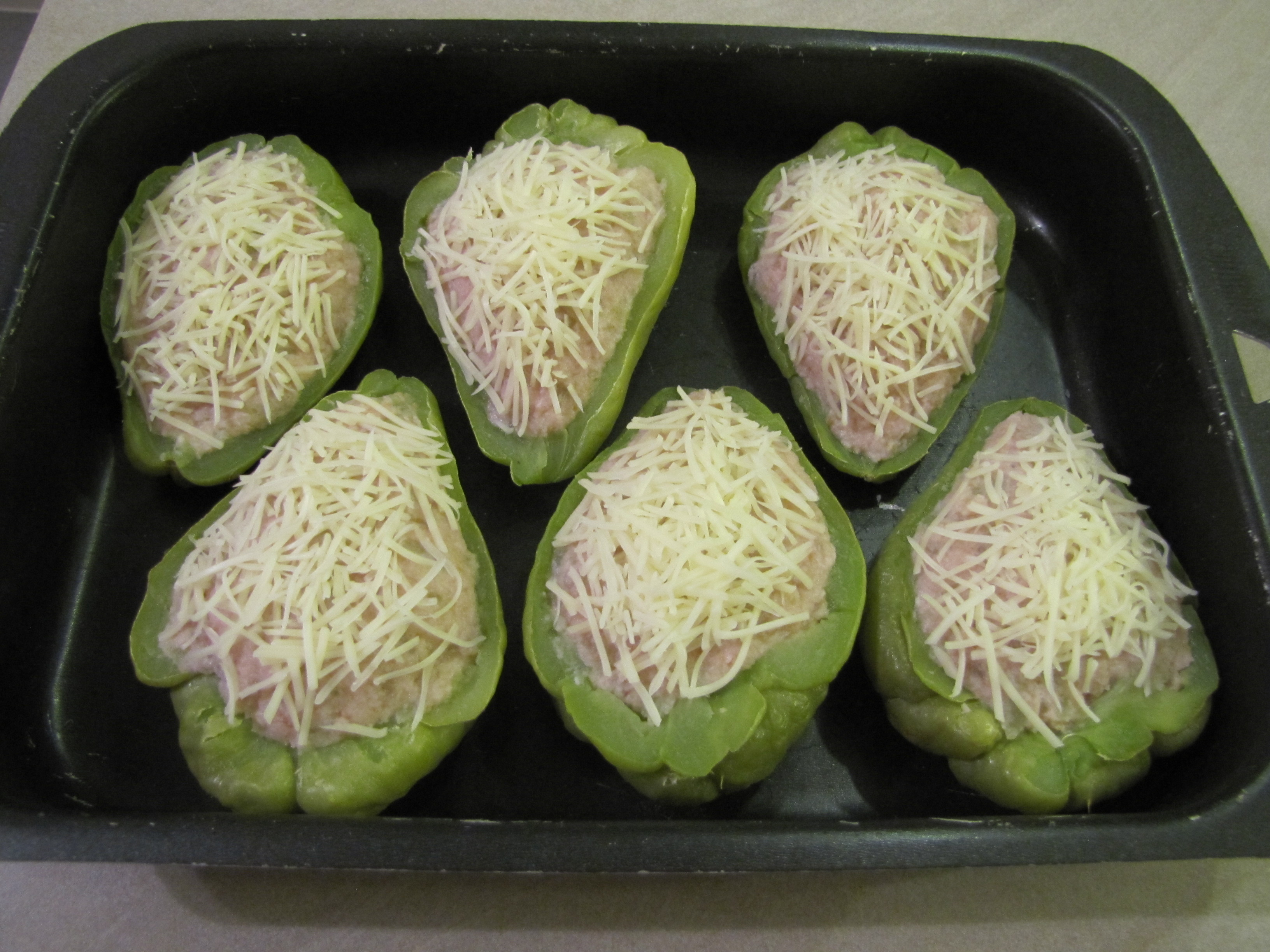
Christophines farcies prêtes à être enfournées.

La christophine farcie est une spécialité caribéenne.
Les christophines sont cuites et vidées de leur chair, qui est alors mélangée à du pain trempé dans du lait, garnie de viande hachée et de lardons et additionnée d'aromates, tels que l'oignon et le piment. De la chapelure et du fromage viennent recouvrir le tout, pour obtenir un léger gratin.
La christophine farcie est servie chaude.